# Eleição municipal de Campina Grande em 2004
A eleição municipal de 2004 em Campina Grande, assim como nas demais cidades brasileiras, ocorreu em 6 de outubro de 2004 e elegeu o prefeito e vice-prefeito da cidade, além dos 16 membros da Câmara de Vereadores, sendo decidida em segundo turno, realizado em 24 de outubro.
Cinco candidatos disputaram a prefeitura de Campina Grande. A disputa foi polarizada entre o então deputado estadual Rômulo Gouveia, do PSDB, e o vereador Veneziano Vital, do PMDB. No primeiro turno, Rômulo obteve 89.730 votos, contra 82.917 do representante peemedebista. No segundo, Veneziano superou o candidato tucano por apenas 791 votos (101.900, contra 101.109). Na disputa para vereador, o mais votado foi Romero Rodrigues, com 8.117 votos. O PSDB foi o partido que elegeu a maior bancada, com 4 vereadores, seguido por PMDB (que pela primeira vez desde 1976 não elegeu o maior número de vereadores, interrompendo uma sequência que durou 5 eleições), PFL, PT, PRP (2 vereadores cada um), enquanto PTB, PMN, PTN e PPS elegeram um candidato.
A vitória de Veneziano quebrou a hegemonia dos candidatos apoiados pela família Cunha Lima, que durava desde a eleição de 1982, quando Ronaldo Cunha Lima se elegeu - com exceção do período entre abril de 2002 e dezembro de 2004, quando Cozete Barbosa, do PT, assumiu a prefeitura de Campina Grande com a saída do titular, Cássio Cunha Lima, que deixara o cargo para disputar o governo estadual.

## Candidatos a prefeito
|  | Nº | Candidato(a) a prefeito | Candidato(a) a prefeito                                        | Candidato(a) a vice-prefeito | Candidato(a) a vice-prefeito                                           | Coligação |
|  | -- | ----------------------- | -------------------------------------------------------------- | ---------------------------- | ---------------------------------------------------------------------- | --- |
|  | 13 |                         | Cozete Barbosa (PT) Cozete Barbosa Loureiro Garcia de Medeiros |                              | Dalton Gadelha (PHS) Dalton Roberto Benevides Gadelha                  | "Campina Mudando pra Valer" - Partido dos Trabalhadores (PT) - Partido Humanista da Solidariedade (PHS) - Partido Republicano Progressista (PRP) - Partido Comunista do Brasil (PCdoB) - Partido Trabalhista do Brasil (PTdoB) - Partido dos Aposentados da Nação (PAN) |
|  | 15 |                         | Veneziano Vital (PMDB) Veneziano Vital do Rêgo Segundo Neto    |                              | José Luiz Júnior (PMDB) José Luiz Júnior                               | "O Povo Quer Ver" - Partido do Movimento Democrático Brasileiro (PMDB) - Partido Popular Socialista (PPS) - Partido Democrático Trabalhista (PDT) - Partido Social Democrata Cristão (PSDC) |
|  | 33 |                         | José Araújo (PMN) José Araújo do Nascimento                    |                              | Carlos Vieira (PSL) José do Carmo Vieira                               | "Coligação da Mobilização Social" - Partido da Mobilização Nacional (PMN) - Partido Social Liberal (PSL) |
|  | 40 |                         | Lídia Moura (PSB) Lídia de Moura Silva Cronemberger            |                              | Zé Antônio (PSB) José Antônio Araújo Costa                             | Sem coligação - Partido Socialista Brasileiro (PSB) |
|  | 45 |                         | Rômulo Gouveia (PSDB) Rômulo José de Gouveia                   |                              | Daniella Ribeiro (PP) Daniella Velloso Borges Ribeiro Novaes de Araújo | "Coligação Democrática Campinense" - Partido da Social Democracia Brasileira (PSDB) - Partido Progressista (PP) - Partido da Frente Liberal (PFL) - Partido Trabalhista Brasileiro (PTB) - Partido Renovador Trabalhista Brasileiro (PRTB) - Partido Verde (PV) - Partido de Reedificação da Ordem Nacional (PRONA) - Partido Trabalhista Cristão (PTC) - Partido Liberal (PL) - Partido Trabalhista Nacional (PTN) - Partido Social Cristão (PSC) |

## Coligações proporcionais
| Coligação                       | Partidos                     |
| ------------------------------- | ---------------------------- |
| Coligação Democrata Campinense  | PSDB, PFL, PSC, PTB, PL e PV |
| Movimentando Campina            | PRTB, PTC e PTN              |
| Coligação PP/PRONA              | PP e PRONA                   |
| O Povo Quer Ver                 | PMDB, PPS e PDT              |
| Unidos Para Vencer              | PT, PHS, PTdoB e PAN         |
| Cresce Campina                  | PCdoB e PRP                  |
| Coligação da Mobilização Social | PMN e PSL                    |
| Sem coligação                   | PSDC e PSB                   |

### Candidatos a vereador[3]
| Nº    | Candidato                      | Partido | Coligação                       | Situação          |
| 27666 | Abdias                         | PSDC    | PSDC                            | Falecido          |
| 27888 | Abinadar de Oliveira           | PSDC    | PSDC                            | Deferido          |
| 44888 | Ademir Bazílio                 | PRP     | Cresce Campina                  | Deferido          |
| 26123 | Aderso Brandão                 | PAN     | Unidos Para Vencer              | Deferido          |
| 12777 | Adilson Lira                   | PDT     | O Povo Quer Ver                 | Deferido          |
| 33300 | Afonso Souto                   | PMN     | Coligação da Mobilização Social | Deferido          |
| 11511 | Aladim                         | PP      | Coligação PP/PRONA              | Deferido          |
| 44007 | Alberto Agra                   | PRP     | Cresce Campina                  | Deferido          |
| 44999 | Alcides da Weider              | PRP     | Cresce Campina                  | Deferido          |
| 44634 | Alcides do Alicate             | PRP     | Cresce Campina                  | Deferido          |
| 17222 | Alemão                         | PSL     | Coligação da Mobilização Social | Deferido          |
| 11555 | Alexandre                      | PP      | Coligação PP/PRONA              | Deferido          |
| 40400 | André                          | PSB     | PSB                             | Deferido          |
| 11011 | André Santos                   | PP      | Coligação PP/PRONA              | Deferido          |
| 11200 | Andretty                       | PP      | Coligação PP/PRONA              | Deferido          |
| 19789 | Antonio Carlos                 | PTN     | Movimentando Campina            | Deferido          |
| 36333 | Antonio Nunes                  | PTC     | Movimentando Campina            | Deferido          |
| 13678 | Antonio Pereira                | PT      | Unidos Para Vencer              | Deferido          |
| 13789 | Ari da CUT                     | PT      | Unidos Para Vencer              | Deferido          |
| 40333 | Arimatéa Sousa                 | PSB     | PSB                             | Deferido          |
| 23333 | Assis                          | PPS     | O Povo Quer Ver                 | Deferido          |
| 27456 | Augusto Sales                  | PSDC    | PSDC                            | Deferido          |
| 15777 | Batista Marques                | PMDB    | O Povo Quer Ver                 | Deferido          |
| 33999 | Bega                           | PMN     | Coligação da Mobilização Social | Indeferido        |
| 27000 | Bola Cheia da Cagepa           | PSDC    | PSDC                            | Deferido          |
| 44321 | Bolinha                        | PRP     | Cresce Campina                  | Deferido          |
| 33666 | Braguinha                      | PMN     | Coligação da Mobilização Social | Deferido          |
| 13611 | Bruno Gaudêncio                | PT      | Unidos Para Vencer              | Deferido          |
| 17333 | Cabo Aélcio                    | PSL     | Coligação da Mobilização Social | Deferido          |
| 27031 | Cabo Sales                     | PSDC    | PSDC                            | Sub-júdice        |
| 31456 | Caiçara                        | PHS     | Unidos Para Vencer              | Deferido          |
| 40193 | Carlos Alberto                 | PSB     | PSB                             | Deferido          |
| 27999 | Carlos Bolinho                 | PSDC    | PSDC                            | Deferido          |
| 14123 | Carminha do Pedregal           | PTB     | Coligação Democrata Campinense  | Deferido          |
| 11300 | Cassiano Pascoal               | PP      | Coligação PP/PRONA              | Deferido          |
| 19444 | Cavalcanti da Cagepa           | PTN     | Movimentando Campina            | Deferido          |
| 44404 | Célia ACS                      | PRP     | Cresce Campina                  | Deferido          |
| 19321 | Célia Maria                    | PTN     | Movimentando Campina            | Deferido          |
| 31313 | Chico da Tocha                 | PHS     | Unidos Para Vencer              | Deferido          |
| 11212 | Cícera Santos                  | PP      | Coligação PP/PRONA              | Deferido          |
| 19611 | Cícero Andrade                 | PTN     | Movimentando Campina            | Deferido          |
| 27010 | Cícero Enfermeiro              | PSDC    | PSDC                            | Deferido          |
| 36123 | Cláudio Brandão                | PTC     | Movimentando Campina            | Deferido          |
| 40444 | Cleonildo                      | PSB     | PSB                             | Deferido          |
| 65123 | Coelho                         | PCdoB   | Cresce Campina                  | Deferido          |
| 13111 | Coronel Mariano                | PT      | Unidos Para Vencer              | Renúncia          |
| 33222 | Cristiane Stefani              | PMN     | Coligação da Mobilização Social | Deferido          |
| 23222 | Cunha                          | PPS     | O Povo Quer Ver                 | Deferido          |
| 23222 | Davi Arruda Agra               | PSL     | Coligação da Mobilização Social | Deferido          |
| 17617 | Delfino Carlos                 | PSL     | Coligação da Mobilização Social | Deferido          |
| 15615 | Deusimar Morais                | PMDB    | O Povo Quer Ver                 | Deferido          |
| 44567 | Deusinha                       | PRP     | Cresce Campina                  | Deferido          |
| 13100 | Dolores                        | PT      | Unidos Para Vencer              | Deferido          |
| 15555 | Domício Leite                  | PMDB    | O Povo Quer Ver                 | Deferido          |
| 13613 | Dr. Idevaldo                   | PT      | Unidos Para Vencer              | Deferido          |
| 45444 | Dr. Jairo Sales                | PSDB    | Coligação Democrata Campinense  | Deferido          |
| 44123 | Dr. João Leite                 | PRP     | Cresce Campina                  | Deferido          |
| 12444 | Dr. Marçal                     | PDT     | O Povo Quer Ver                 | Deferido          |
| 27890 | Dr. Mariano                    | PSDC    | PSDC                            | Deferido          |
| 33444 | Dr. Nunes                      | PMN     | Coligação da Mobilização Social | Deferido          |
| 12333 | Dr. Olímpio                    | PDT     | O Povo Quer Ver                 | Deferido          |
| 45789 | Dr. Roberto                    | PSDB    | Coligação Democrata Campinense  | Deferido          |
| 44412 | Dr. Tiago Barbosa              | PRP     | Cresce Campina                  | Deferido          |
| 36789 | Dra. Ana Mangueira             | PTC     | Movimentando Campina            | Deferido          |
| 11112 | Edgar Publicidade              | PP      | Coligação PP/PRONA              | Deferido          |
| 26777 | Edgley Marques                 | PAN     | Unidos Para Vencer              | Deferido          |
| 40123 | Edier                          | PSB     | PSB                             | Deferido          |
| 23456 | Edjânio                        | PPS     | O Povo Quer Ver                 | Indeferido        |
| 11123 | Edmilson Cabeludo              | PP      | Coligação PP/PRONA              | Deferido          |
| 15000 | Edmundo Cabral                 | PMDB    | O Povo Quer Ver                 | Deferido          |
| 44122 | Eliane Trevas                  | PRP     | Cresce Campina                  | Deferido          |
| 12555 | Elton Martins                  | PDT     | O Povo Quer Ver                 | Deferido          |
| 40000 | Emília                         | PSB     | PSB                             | Deferido          |
| 12345 | Emir                           | PDT     | O Povo Quer Ver                 | Deferido          |
| 11000 | Esdras Vieira                  | PP      | Coligação PP/PRONA              | Deferido          |
| 13000 | Eurivaldo                      | PT      | Unidos Para Vencer              | Deferido          |
| 19333 | Evilásio Junqueira             | PTN     | Movimentando Campina            | Deferido          |
| 36111 | Fábio Azevedo                  | PTC     | Movimentando Campina            | Deferido          |
| 40040 | Fábio Maia                     | PSB     | PSB                             | Deferido          |
| 19000 | Fábio Medeiros                 | PTN     | Movimentando Campina            | Deferido          |
| 43456 | Fátima Guerra                  | PV      | Unidos Para Vencer              | Deferido          |
| 45333 | Fechine                        | PSDB    | Coligação Democrata Campinense  | Renúncia          |
| 15551 | Fernandinho                    | PMDB    | O Povo Quer Ver                 | Deferido          |
| 25555 | Fernando Carvalho              | PFL     | Coligação Democrata Campinense  | Deferido          |
| 11311 | Fernando Oliveira              | PP      | Coligação PP/PRONA              | Deferido          |
| 44333 | Flávio Menezes                 | PRP     | Cresce Campina                  | Deferido          |
| 11007 | Formiga                        | PP      | Coligação PP/PRONA              | Deferido          |
| 40222 | Franciclara                    | PSB     | PSB                             | Deferido          |
| 15222 | Francisca das Malvinas         | PMDB    | O Povo Quer Ver                 | Deferido          |
| 22333 | Gavião                         | PL      | Coligação Democrata Campinense  | Deferido          |
| 27444 | Geraldo dos Cuités             | PSDC    | PSDC                            | Deferido          |
| 33123 | Gildásio Alcântara             | PMN     | Coligação da Mobilização Social | Deferido          |
| 33003 | Gildásio Pinheiro              | PMN     | Coligação da Mobilização Social | Deferido          |
| 40111 | Gilvanete                      | PSB     | PSB                             | Deferido          |
| 19190 | Gorete Conserva                | PTN     | Movimentando Campina            | Deferido          |
| 23111 | Guilherme Almeida              | PPS     | O Povo Quer Ver                 | Deferido          |
| 13123 | Gustavo Pontinelle             | PT      | Unidos Para Vencer              | Deferido          |
| 44121 | Hélio Chaves                   | PRP     | Cresce Campina                  | Deferido          |
| 33555 | Hermano                        | PMN     | Coligação da Mobilização Social | Deferido          |
| 28333 | Ibiapino                       | PRTB    | Movimentando Campina            | Deferido          |
| 25678 | Inácio Falcão                  | PFL     | Coligação Democrata Campinense  | Deferido          |
| 11127 | Iracema Arantes                | PP      | Coligação PP/PRONA              | Deferido          |
| 45111 | Iramir Barreto                 | PSDB    | Coligação Democrata Campinense  | Deferido          |
| 26456 | Irmã Tiene                     | PAN     | Unidos Para Vencer              | Deferido          |
| 45888 | Ivan Batista                   | PSDB    | Coligação Democrata Campinense  | Deferido          |
| 33456 | Ivan Cabral                    | PMN     | Coligação da Mobilização Social | Deferido          |
| 31321 | Ivanil                         | PHS     | Unidos Para Vencer              | Deferido          |
| 45115 | Ivanilda Fernandes             | PSDB    | Coligação Democrata Campinense  | Deferido          |
| 14567 | Ivonete Ludgério               | PTB     | Coligação Democrata Campinense  | Deferido          |
| 40200 | Jamille                        | PSB     | PSB                             | Deferido          |
| 27321 | Joadir Jornalista              | PSDC    | PSDC                            | Deferido          |
| 19123 | João Dantas                    | PTN     | Movimentando Campina            | Deferido          |
| 27481 | Joelma                         | PSDC    | PSDC                            | Deferido          |
| 31372 | Joelma Professora              | PHS     | Unidos Para Vencer              | Deferido          |
| 44456 | Joia Germano                   | PRP     | Cresce Campina                  | Deferido          |
| 11113 | Josa                           | PP      | Coligação PP/PRONA              | Deferido          |
| 45567 | José Pimentel Filho            | PSDB    | Coligação Democrata Campinense  | Deferido          |
| 44666 | Juraci Parteira                | PRP     | Cresce Campina                  | Deferido          |
| 11333 | Laelson Patrício               | PP      | Coligação PP/PRONA              | Deferido          |
| 28888 | Leandro                        | PRTB    | Movimentando Campina            | Deferido          |
| 11611 | Leunivan Bezerra               | PP      | Coligação PP/PRONA              | Deferido          |
| 15003 | Lígia Alves                    | PMDB    | O Povo Quer Ver                 | Deferido          |
| 11444 | Lindomar Gomes                 | PP      | Coligação PP/PRONA              | Deferido          |
| 44124 | Lisete Veras                   | PRP     | Cresce Campina                  | Deferido          |
| 17123 | Lisiane Cariry                 | PSL     | Coligação da Mobilização Social | Deferido          |
| 44555 | Lourdes Costa                  | PRP     | Cresce Campina                  | Deferido          |
| 33033 | Lourdinha                      | PMN     | Coligação da Mobilização Social | Deferido          |
| 11999 | Luciano Arruda                 | PP      | Coligação PP/PRONA              | Deferido          |
| 11789 | Luizão                         | PP      | Coligação PP/PRONA              | Deferido          |
| 33001 | Mago Lavador                   | PMN     | Coligação da Mobilização Social | Deferido          |
| 65000 | Manuca                         | PCdoB   | Cresce Campina                  | Deferido          |
| 33313 | Mara                           | PMN     | Coligação da Mobilização Social | Deferido          |
| 26789 | Marcelino                      | PAN     | Unidos Para Vencer              | Deferido          |
| 33888 | Marcelo Martins                | PMN     | Coligação da Mobilização Social | Deferido          |
| 23123 | Marcelo do Gás                 | PPS     | O Povo Quer Ver                 | Deferido          |
| 44777 | Marco do Táxi                  | PRP     | Cresce Campina                  | Deferido          |
| 15981 | Marcos Marinho                 | PMDB    | O Povo Quer Ver                 | Deferido          |
| 33611 | Marcos Raia                    | PMN     | Coligação da Mobilização Social | Deferido          |
| 45222 | Maria Barbosa                  | PSDB    | Coligação Democrata Campinense  | Deferido          |
| 44446 | Maria José                     | PRP     | Cresce Campina                  | Deferido          |
| 43123 | Marinaldo Cardoso              | PV      | Coligação Democrata Campinense  | Deferido          |
| 70123 | Mário Gomes                    | PTdoB   | Unidos Para Vencer              | Deferido          |
| 33789 | Marquinho Abençoado            | PMN     | Coligação da Mobilização Social | Deferido          |
| 27222 | Martins Fotógrafo              | PSDC    | PSDC                            | Deferido          |
| 27123 | Martins da Cachoeira           | PSDC    | PSDC                            | Deferido          |
| 36456 | Martos Belo                    | PTC     | Movimentando Campina            | Deferido          |
| 13333 | Mauro Plácido                  | PT      | Unidos Para Vencer              | Deferido          |
| 40112 | Messias Cavalcante             | PSB     | PSB                             | Deferido          |
| 19019 | Mica                           | PTN     | Movimentando Campina            | Deferido          |
| 13444 | Miranda                        | PT      | Unidos Para Vencer              | Deferido          |
| 27480 | Mohanna Barbosa                | PSDC    | PSDC                            | Deferido          |
| 44700 | Monaliza Lira                  | PRP     | Cresce Campina                  | Deferido          |
| 15111 | Nadeje                         | PMDB    | O Povo Quer Ver                 | Deferido          |
| 44656 | Nailda                         | PRP     | Cresce Campina                  | Deferido          |
| 27027 | Naldinho Moraes                | PSDC    | PSDC                            | Indeferido        |
| 40777 | Napoleão Maracajá              | PSB     | PSB                             | Deferido          |
| 19341 | Negão do Café                  | PTN     | Movimentando Campina            | Deferido          |
| 44222 | Nelson da Vidro Box            | PRP     | Cresce Campina                  | Deferido          |
| 33333 | Neto Guedes                    | PMN     | Coligação da Mobilização Social | Deferido          |
| 45145 | Nicole Madruga                 | PSDB    | Coligação Democrata Campinense  | Deferido          |
| 13200 | Nildo                          | PT      | Unidos Para Vencer              | Deferido          |
| 33000 | Nilton Cabral                  | PMN     | Coligação da Mobilização Social | Deferido          |
| 19013 | Nivaldo Mangueira              | PTN     | Movimentando Campina            | Deferido          |
| 11211 | Noca Ribeiro                   | PP      | Coligação PP/PRONA              | Deferido          |
| 15999 | Novinho                        | PMDB    | O Povo Quer Ver                 | Deferido          |
| 44613 | Olavo do Treze                 | PRP     | Cresce Campina                  | Deferido          |
| 15630 | Orlandino Farias               | PMDB    | O Povo Quer Ver                 | Deferido          |
| 17345 | Ornilo Lourenço                | PSL     | Coligação da Mobilização Social | Renúncia          |
| 22555 | Pastor Batista                 | PL      | Coligação Democrata Campinense  | Deferido          |
| 27333 | Pastor Cícero Simplício        | PSDC    | PSDC                            | Deferido          |
| 44000 | Pastor Luciano Breno           | PRP     | Cresce Campina                  | Deferido          |
| 27789 | Pato                           | PSDC    | PSDC                            | Deferido          |
| 45000 | Paulinho da Caranguejo         | PSDB    | Coligação Democrata Campinense  | Deferido          |
| 13654 | Paulo de Tarso                 | PT      | Unidos Para Vencer              | Deferido          |
| 40555 | Pedro Bezerra                  | PSB     | PSB                             | Deferido          |
| 13999 | Peron                          | PT      | Unidos Para Vencer              | Deferido          |
| 15666 | Pimentel Filho                 | PMDB    | O Povo Quer Ver                 | Deferido          |
| 19555 | Professor Lugero               | PTN     | Movimentando Campina            | Deferido          |
| 17121 | Professor Miguel Rodrigues     | PSL     | Coligação da Mobilização Social | Deferido          |
| 15015 | Professor Odenilson Medeiros   | PMDB    | O Povo Quer Ver                 | Deferido          |
| 44444 | Professor Pereira              | PRP     | Cresce Campina                  | Deferido          |
| 36000 | Professora Doralice            | PTC     | Movimentando Campina            | Deferido          |
| 17657 | Professora Evarista            | PSL     | Coligação da Mobilização Social | Indeferido        |
| 13234 | Professora Fátima Lacerda      | PT      | Unidos Para Vencer              | Deferido          |
| 27479 | Professora Mônica              | PSDC    | PSDC                            | Deferido          |
| 13456 | Raimundo do Sindicato          | PT      | Unidos Para Vencer              | Deferido          |
| 14789 | Raul Soares                    | PTB     | Coligação Democrata Campinense  | Deferido          |
| 20222 | Renato Feliciano               | PSC     | Coligação Democrata Campinense  | Deferido          |
| 15123 | Ribamar                        | PMDB    | O Povo Quer Ver                 | Deferido          |
| 26345 | Ricardo Bezerra                | PAN     | Unidos Para Vencer              | Deferido          |
| 22456 | Rilmar                         | PL      | Coligação Democrata Campinense  | Deferido          |
| 44234 | Robério Saraiva                | PRP     | Cresce Campina                  | Deferido          |
| 19999 | Rodrigo Senador                | PTN     | Movimentando Campina            | Deferido          |
| 45666 | Romero Rodrigues               | PSDB    | Coligação Democrata Campinense  | Deferido          |
| 17321 | Romero Santana                 | PSL     | Coligação da Mobilização Social | Deferido          |
| 45345 | Rosa                           | PSDB    | Coligação Democrata Campinense  | Deferido          |
| 56789 | Rosildo Alves                  | PRONA   | Coligação PP/PRONA              | Deferido          |
| 45100 | Rossana                        | PSDB    | Coligação Democrata Campinense  | Deferido          |
| 11111 | Roustaing                      | PP      | Coligação PP/PRONA              | Deferido          |
| 27777 | Sargento Martins               | PSDC    | PSDC                            | Deferido          |
| 19313 | Sargento Régis                 | PTN     | Movimentando Campina            | Deferido          |
| 27234 | Saulo Maia                     | PSDC    | PSDC                            | Deferido          |
| 45611 | Selma                          | PSDB    | Coligação Democrata Campinense  | Deferido          |
| 45123 | Serginho Gois                  | PSDB    | Coligação Democrata Campinense  | Deferido          |
| 44144 | Silvino do Sindicato           | PRP     | Cresce Campina                  | Deferido          |
| 44152 | Socorro França                 | PRP     | Cresce Campina                  | Deferido          |
| 11122 | Socorro Oliveira               | PP      | Coligação PP/PRONA              | Deferido          |
| 19876 | Sônia de Catolé de Zé Ferreira | PTN     | Movimentando Campina            | Deferido          |
| 13222 | Suenia Bandeira                | PT      | Unidos Para Vencer              | Deferido          |
| 28222 | Tadeu da Construção            | PRTB    | Movimentando Campina            | Deferido          |
| 44789 | Targino                        | PRP     | Cresce Campina                  | Deferido          |
| 44111 | Teles Albuquerque              | PRP     | Cresce Campina                  | Deferido          |
| 15456 | Temtem                         | PMDB    | O Povo Quer Ver                 | Deferido          |
| 13698 | Terezinha do Sintab            | PT      | Unidos Para Vencer              | Deferido          |
| 45555 | Thone Cezar                    | PSDB    | Coligação Democrata Campinense  | Deferido          |
| 19111 | Toinha Advogada                | PTN     | Movimentando Campina            | Deferido          |
| 44235 | Tomires                        | PRP     | Cresce Campina                  | Deferido          |
| 11456 | Tota                           | PP      | Coligação PP/PRONA              | Deferido          |
| 14333 | Tovar                          | PTB     | Coligação Democrata Campinense  | Deferido          |
| 19800 | Valmir Guimarães               | PTN     | Movimentando Campina            | Deferido          |
| 65123 | Valtécio Brandão               | PCdoB   | Cresce Campina                  | Renúncia/Falecido |
| 11222 | Vavá Tomé                      | PP      | Coligação PP/PRONA              | Deferido          |
| 40004 | Verônica Moura                 | PSB     | PSB                             | Deferido          |
| 45999 | Vicente Gouveia                | PSDB    | Coligação Democrata Campinense  | Deferido          |
| 12123 | Vladimir Evangelista           | PDT     | O Povo Quer Ver                 | Deferido          |
| 11234 | Waldenio Dias                  | PP      | Coligação PP/PRONA              | Deferido          |
| 45777 | Walter Brito Neto              | PSDB    | Coligação Democrata Campinense  | Deferido          |
| 31190 | Xavier                         | PHS     | Unidos Para Vencer              | Deferido          |
| 40100 | Zé Augusto                     | PSB     | PSB                             | Renúncia          |
| 45678 | Zé Cláudio                     | PSDB    | Coligação Democrata Campinense  | Deferido          |
| 17777 | Zeca Boca de Bacia             | PSL     | Coligação da Mobilização Social | Deferido          |

## Eleitorado
O eleitorado foi composto por 242.145 eleitores, com um total de 682 urnas apuradas.

## Resultados

### Prefeito
| Candidato(a)           | Candidato(a)           | Vice                   | 1º turno 3 de outubro de 2004 | 1º turno 3 de outubro de 2004 | 2º turno 31 de outubro de 2020 | 2º turno 31 de outubro de 2020 |                  |
| Candidato(a)           | Candidato(a)           | Vice                   | Total                         | Porcentagem                   | Total                          | Porcentagem                    |                  |
| ---------------------- | ---------------------- | ---------------------- | ----------------------------- | ----------------------------- | ------------------------------ | ------------------------------ | ---------------- |
|                        | Veneziano Vital (PMDB) | José Luiz Júnior (MDB) | 82.917                        | 42,26%                        | 101.900                        | 50,19%                         |                  |
|                        | Rômulo Gouveia (PSDB)  | Daniella Ribeiro (PP)  | 89.730                        | 45,73%                        | 101.109                        | 49,81%                         |                  |
|                        | Cozete Barbosa (PT)    | Dalton Gadelha (PHS)   | 18.798                        | 9,58%                         | Não participaram               | Não participaram               | Não participaram |
|                        | Lídia Moura (PSB)      | Zé Antônio (PSB)       | 3.380                         | 1,72%                         | Não participaram               | Não participaram               | Não participaram |
|                        | José Araújo (PMN)      | Carlos Vieira (PSL)    | 1.387                         | 0,71%                         | Não participaram               | Não participaram               | Não participaram |
| Total de votos válidos | Total de votos válidos | Total de votos válidos | 196.212                       | 93,99%                        | 203.009                        | 97,45%                         |                  |
| → Votos em branco      | → Votos em branco      | → Votos em branco      | 3.002                         | 1,44%                         | 1.172                          | 0,56%                          |                  |
| → Votos nulos          | → Votos nulos          | → Votos nulos          | 9.541                         | 4,57%                         | 4.133                          | 1,99%                          |                  |
| Total de votos         | Total de votos         | Total de votos         | 208.755                       |                               | 208.314                        |                                |                  |
| Abstenções             | Abstenções             | Abstenções             | 33.390                        | 13,79%                        | 33.831                         | 13,97%                         |                  |
| Total de inscritos     | Total de inscritos     | Total de inscritos     | 242.145                       |                               |                                |                                |                  |

## Vereadores eleitos
| Candidato eleito       | Partido | Votação | Porcentagem | Cidade onde nasceu | Unidade federativa |
| Romero Rodrigues       | PSDB    | 8.117   | 4,08%       | Campina Grande     | Paraíba            |
| Inácio Falcão          | PFL     | 5.368   | 2,7%        | Campina Grande     | Paraíba            |
| Ivonete Ludgério       | PTB     | 4.610   | 2,32%       | Campina Grande     | Paraíba            |
| Paulinho da Caranguejo | PSDB    | 3.914   | 1,97%       | Campina Grande     | Paraíba            |
| Fernando Carvalho      | PFL     | 3.364   | 1,69%       | Campina Grande     | Paraíba            |
| Peron                  | PT      | 3.302   | 1,66%       | Campina Grande     | Paraíba            |
| Ivan Batista           | PSDB    | 3.190   | 1,6%        | Campina Grande     | Paraíba            |
| Walter Brito Neto      | PSDB    | 3.182   | 1,6%        | Campina Grande     | Paraíba            |
| Paulo de Tarso         | PT      | 3.145   | 1,58%       | Campina Grande     | Paraíba            |
| Joia Germano           | PRP     | 3.062   | 1,54%       | Campina Grande     | Paraíba            |
| Guilherme Almeida      | PPS     | 3.025   | 1,52%       | Campina Grande     | Paraíba            |
| Orlandino              | PMDB    | 2.976   | 1,49%       | Soledade           | Paraíba            |
| Marcos Raia            | PMN     | 2.811   | 1,41%       | Campina Grande     | Paraíba            |
| João Dantas            | PTN     | 2.530   | 1,27%       | Picuí              | Paraíba            |
| Pimentel Filho         | PMDB    | 2.402   | 1,21%       | Campina Grande     | Paraíba            |
| Nelson Gomes           | PRP     | 1.844   | 0,93%       | Catolé do Rocha    | Paraíba            |

### Desempenho por partido / coligação
| Coligação proporcional                                 | Partido            | Partido            | Resultados para o legislativo | Resultados para o legislativo | Resultados para o legislativo | Resultados para o legislativo |
| Coligação proporcional                                 | Partido            | Partido            | Votos                         | %                             | Assentos                      | %                             |
| ------------------------------------------------------ | ------------------ | ------------------ | ----------------------------- | ----------------------------- | ----------------------------- | ----------------------------- |
| O Povo Quer Ver PMDB, PDT e PPS                        |                    | PMDB               | 13 769                        | –                             | 2                             | –                             |
| O Povo Quer Ver PMDB, PDT e PPS                        |                    | PDT                | 6 380                         | –                             | 0                             | –                             |
| O Povo Quer Ver PMDB, PDT e PPS                        |                    | PPS                | 3 497                         | –                             | 1                             | –                             |
| O Povo Quer Ver PMDB, PDT e PPS                        |                    | Total da coligação | 23 646                        | –                             | 3                             | –                             |
| Sem coligação                                          |                    | PSDC               | 3 680                         | –                             | 0                             | –                             |
| Unidos Para Vencer PT, PAN, PHS e PTdoB                |                    | PT                 | 20 408                        | –                             | 2                             | –                             |
| Unidos Para Vencer PT, PAN, PHS e PTdoB                |                    | PAN                | 1 978                         | –                             | 0                             | –                             |
| Unidos Para Vencer PT, PAN, PHS e PTdoB                |                    | PHS                | 804                           | –                             | 0                             | –                             |
| Unidos Para Vencer PT, PAN, PHS e PTdoB                |                    | PTdoB              | 256                           | –                             | 0                             | –                             |
| Unidos Para Vencer PT, PAN, PHS e PTdoB                |                    | Total da coligação | 23 446                        | –                             | 2                             | –                             |
| Cresce Campina PRP e PCdoB                             |                    | PRP                | 20 948                        | –                             | 2                             | –                             |
| Cresce Campina PRP e PCdoB                             |                    | PCdoB              | 637                           | –                             | 0                             | –                             |
| Cresce Campina PRP e PCdoB                             |                    | Total da coligação | 21 585                        | –                             | 2                             | –                             |
| Col. da Mobilização Social PMN e PSL                   |                    | PMN                | 14 020                        | –                             | 1                             | –                             |
| Col. da Mobilização Social PMN e PSL                   |                    | PSL                | 3 979                         | –                             | 0                             | –                             |
| Col. da Mobilização Social PMN e PSL                   |                    | Total da coligação | 17 999                        | –                             | 1                             | –                             |
| Col. Democrata Campinense PSDB, PFL, PTB, PL, PV e PSC |                    | PSDB               | 34 461                        | –                             | 3                             | –                             |
| Col. Democrata Campinense PSDB, PFL, PTB, PL, PV e PSC |                    | PFL                | 8 732                         | –                             | 1                             | –                             |
| Col. Democrata Campinense PSDB, PFL, PTB, PL, PV e PSC |                    | PTB                | 7 719                         | –                             | 1                             | –                             |
| Col. Democrata Campinense PSDB, PFL, PTB, PL, PV e PSC |                    | PL                 | 4 628                         | –                             | 0                             | –                             |
| Col. Democrata Campinense PSDB, PFL, PTB, PL, PV e PSC |                    | PV                 | 3 346                         | –                             | 0                             | –                             |
| Col. Democrata Campinense PSDB, PFL, PTB, PL, PV e PSC |                    | PSC                | 3 031                         | –                             | 0                             | –                             |
| Col. Democrata Campinense PSDB, PFL, PTB, PL, PV e PSC |                    | Total da coligação | 61 917                        | –                             | 8                             | –                             |
| Movimentando Campina PTN, PTC e PRTB                   |                    | PTN                | 14 459                        | –                             | 1                             | –                             |
| Movimentando Campina PTN, PTC e PRTB                   |                    | PTC                | 3 323                         | –                             | 0                             | –                             |
| Movimentando Campina PTN, PTC e PRTB                   |                    | PRTB               | 645                           | –                             | 0                             | –                             |
| Movimentando Campina PTN, PTC e PRTB                   |                    | Total da coligação | 18 427                        | –                             | 1                             | –                             |
| PP e PRONA                                             |                    | PP                 | 8 281                         | –                             | 0                             | –                             |
| PP e PRONA                                             |                    | PRONA              | 196                           | –                             | 0                             | –                             |
| PP e PRONA                                             |                    | Total da coligação | 8 477                         | –                             | 0                             | –                             |
| Sem coligação                                          |                    | PSB                | 3 760                         | –                             | 0                             | –                             |
|                                                        | Votos válidos      | Votos válidos      | 182 937                       | 100                           | 16                            | 100                           |
|                                                        | Votos brancos      |                    |                               |                               |                               |                               |
|                                                        | Votos nulos        |                    |                               |                               |                               |                               |
|                                                        | Total              |                    |                               |                               |                               |                               |
|                                                        | Abstenção          |                    |                               |                               |                               |                               |
|                                                        | Total de eleitores |                    |                               |                               |                               |                               |

## Aspectos da campanha
Esta foi a primeira - e única - eleição disputada pelo PRONA em Campina Grande. O partido, que esteve ainda nas eleições de 1998 e 2006 e coligou-se proporcionalmente com o PP, lançou Rosildo Alves para concorrer à Câmara de Vereadores. Ele obteve apenas 196 votos.
PAN e PTdoB, que apoiaram a candidatura de Vital do Rêgo Filho em 2000 mas não lançaram candidatos a vereador, também estrearam neste pleito. Com 5 postulantes, o PAN não elegeu nenhum deles (o mais votado, Marcelino Soares, recebeu 1.383 votos), e o PTdoB teve Mário Gomes como seu candidato único a vereador, tendo conquistado 256 votos. O PSB, que lançou a candidatura de Lídia Moura à prefeitura municipal, foi o único partido que não fez coligação com outras legendas.
Edjânio (PPS), Bega (PMN), Naldinho Moraes (PSDC) e Professora Evarista (PSL) tiveram suas candidaturas a vereador barradas. Zé Augusto (PSB), Fechine (PSDB), Coronel Mariano (PT) e Ornilo Lourenço (PSL) desistiram de concorrer, e a candidatura do Cabo Sales (PSDC) ficou sub-júdice. Abdias (PSDC) e Valtécio Brandão (PCdoB, que já havia renunciado) faleceram antes da campanha eleitoral. O próprio Abdias era o candidato a vereador mais velho da eleição (77 anos) até sua morte, e com isso, o então vereador e candidato à reeleição Orlandino Farias, do PMDB, foi o mais velho entre os postulantes ao cargo, aos 70 anos. A mais jovem candidata foi a modelo Monaliza Lira, do PRP. Aos 17 anos (completaria 18 na parte final da campanha), ela recebeu apenas 39 votos do eleitorado campinense.

## Links
- Resultado das Eleições de 2004 em Campina Grande (em português)